# Болгарская операция
Болгарская операция (8—9 сентября 1944 года) — военная операция вооружённых сил СССР против войск Германии и Болгарии в ходе Великой Отечественной войны. Во время операции никакого сопротивления советским войскам оказано не было.

## Предыстория
Разгром немецко-румынских войск под Яссами и Кишинёвом, освобождение Румынии и выход 3-го Украинского фронта на румыно-болгарскую границу оказали огромное влияние на внутреннее и международное положение Болгарии.
Летом 1944 года страна переживала глубокий экономический и политический кризис. Народное хозяйство оказалось истощённым. Значительная часть населения вела полуголодное существование.
Формально Болгария не участвовала в войне против СССР из-за того, что велика была симпатия болгар к русским как освободителям от турецкого ига. Но немецкие войска пользовались аэродромами, морскими портами, железными дорогами этой страны для военных целей. Болгарские войска несли оккупационную службу в Греции и Югославии и высвобождали тем самым немецкие дивизии для войны против СССР.
Весной и летом 1944 Советское правительство неоднократно обращалось к правительству Болгарии с предложением разорвать союз с Германией и соблюдать нейтралитет.
- так, 18 мая 1944 года правительство СССР потребовало от правительства Болгарии прекратить оказание помощи немецкой армии[2].
- 12 августа 1944 года правительство СССР повторно потребовало от правительства Болгарии прекратить оказание помощи немецкой армии[2].

В ответ болгарские правительственные круги предпринимали различные манёвры. Одним из них в июне 1944 года была смена правительства Божилова правительством И. Багрянова, столь же пронемецким. Затем, 2 сентября 1944 года, правительство Багрянова было отправлено в отставку и вместо него было сформировано правительство К. Муравиева.
26 августа 1944 года правительство Багрянова объявило о полном нейтралитете Болгарии и потребовало вывода германских войск из страны. При этом, правительство Багрянова не принимало мер, чтобы воспрепятствовать проходу отступавших немецких войск через территорию Болгарии.
В этот же день, 26 августа 1944 года командование немецких войск в Болгарии отдало приказ о переформировании всех немецких воинских частей в шесть боевых групп (в Варне, Русе, Пловдиве, Софии, Видине и Дупнице) и приведении их в боевую готовность «на случай антинемецких выступлений в Болгарии».
26 августа 1944 года и в последующие дни, после объявления о нейтралитете Болгарии:
- отступавшие с территории Румынии немецкие войска вступали на территорию Болгарии с техникой и вооружением, продолжали движение по территории Болгарии и проходили на территорию Югославии;
- в порт Русе прибыли 23 немецких судна, но правительство Болгарии не предприняло в их отношении никаких мер по интернированию;
- в период с 26 по 30 августа 1944 года, не встречая противодействия со стороны правительства Болгарии, немцы затопили 74 военных корабля, находившихся в болгарских портах (7 подлодок, 32 миноносца, 4 крупных военных транспорта, 26 десантных барж и др.). Подводная лодка U-23 была найдена недалеко от турецкого города Агва, ещё две, U-19 и U-20, обнаружены затопленными у берегов Стамбула.

Поскольку по состоянию на 5 сентября 1944 года на территории Болгарии насчитывалось 30 тыс. немецких военнослужащих, правительство СССР в ноте от 5 сентября расценило деятельность правительства Муравиева как продолжение внешней политики правительства Багрянова (несмотря на заявление о нейтралитете) и объявило, что находится в состоянии войны с Болгарией.

## Силы сторон
По состоянию на 5 сентября 1944 года общая численность болгарской армии составляла 510 тыс. человек: 26 дивизий и 7 бригад. Но войскам 3-го Украинского фронта противостояли лишь 4 дивизии и 2 бригады. Болгария имела свыше 250 самолётов.
К началу сентября 1944 года в составе военно-морских сил Болгарии насчитывалось 80 боевых и вспомогательных судов; кроме того, в портах Варна и Бургас находились корабли немецкого военно-морского флота.
3-й Украинский фронт и Черноморский флот располагали значительными силами, способными подавить любое сопротивление. Командующий фронтом, исходя из директивы Ставки, поставил конкретные задачи перед 46-й, 57-й, 37-й и 17-й воздушной армиями, а также 7-м и 4-м гвардейским мехкорпусами. Черноморский флот должен был морским и воздушно-посадочным десантами во взаимодействии с мехкорпусами овладеть Варной и Бургасом.

## Ход операции
5 сентября советские войска 3-го Украинского фронта во взаимодействии с Черноморским флотом вышли к румыно-болгарской границе в Добрудже.
Политическая обстановка в Болгарии всё больше накалялась. Последовал запрет Муравиевым деятельности демократических партий Отечественного фронта. 7 сентября, когда уже стало ясно, что Красная Армия вступит в Болгарию, ЦК БКП и Главный штаб Народно-освободительной армии определили дату восстания в Софии — 9 сентября.
Ставка Верховного Главнокомандования приказала войскам 3-го Украинского фронта и Черноморскому флоту начать 8 сентября боевые действия против Болгарии, выйти 12 сентября на линию Русе, Палатица, Карнобат, Бургас и здесь приостановить движение. Вопрос о дальнейшем наступлении Ставка предлагала решить в зависимости от хода восстания болгарского народа.
8 сентября передовые стрелковые части вступили в Болгарию. Затем, обогнав их, устремились вглубь страны механизированные корпуса. Они продвигались, не встречая сопротивления. 9 сентября передовые части вышли на заданный рубеж. Корабли Черноморского флота вошли в порты Варна и Бургас. Болгарские корабли не оказали противодействия, а весь германский флот по приказу германского командования к тому времени уже был затоплен. Немецкие моряки покинули Болгарию.
В ночь с 8 на 9 сентября началось восстание в Софии, правительство Муравиева было свергнуто, образовано правительство Отечественного фронта во главе с К. Георгиевым.
В соответствии с директивой Ставки Верховного Главнокомандования, с 22 часов 00 минут 9 сентября 1944 года боевые действия советских войск против Болгарии были прекращены.
Советские войска прошли по болгарской территории, не нарушая деятельность органов местных властей и не разоружая болгарскую армию. Население встречало Красную Армию восторженно. 15 сентября советские войска вошли в Софию, а к концу сентября основные силы 3-го Украинского фронта вышли на болгаро-югославскую границу, где стали занимать исходные районы для подготовки следующей операции.

## Итоги
Правительство Отечественного фронта объявило войну Германии и её последнему сателлиту — Венгрии, распустило парламент, полицию, предприняло чистку государственного аппарата и перестройку армии, запретило нацистские организации. Болгарские войска эвакуировались из Греции и юго-восточных районов Югославии. Согласно достигнутой договорённости, уже в октябре 1944 года советские и болгарские войска совместно действовали в Белградской наступательной операции.